# Шёнхёрл, Ханс
Ханс Шёнхёрл (нем. Hans Schönhärl; 25 декабря 1878 — 12 июля 1954) — германский военачальник, генерал-лейтенант (1940), участник Первой и Второй мировых войн. 

## Биография
Поступил на службу в баварскую армию общегерманских войск в 1898 году, посещал Мюнхенскую военную школу, с 1899 года — лейтенант. С 1910 года — обер-лейтенант. 
Участвовал в Первой мировой войне, 30 сентября 1914 года получил звание капитана, 25 ноября 1916 года назначен командиром батальона, 27 апреля 1918 года переведен в штаб 5-й Баварской пехотной дивизии. 21 июля 1918 года его перевели в 17-ю этапную инспекцию. Заслужил Железный крест обоих классов. 
После поражения — в рейхсвере. С 1921 года — майор, с 1927 года — подполковник, 1 февраля 1930 года получил звание полковника. 31 марта 1930 года уволен с действительной службы. Вернулся на службу 1 октября 1933 года, 1 мая 1937 года назначен командующим ландвером в Нюрнберге, 1 сентября 1937 года получил звание генерал-майора. 
Во время мобилизации накануне Второй мировой войны летом 1939 года сформировал 231-ю пехотную дивизию и назначен её первым командиром; в 1940 году дивизия была расформирована. 
2 августа 1940 года назначен командиром 167-й пехотной дивизии, 1 декабря 1940 года получил звание генерал-лейтенанта. Командовал своей дивизией в войне против СССР, участвовал в Белостокско-Минском сражении, затем в Бобруйском сражении. 31 июля 1941 года передал командование генерал-майору Вернеру Шартову и переведен в резерв фюрера. 
27 декабря 1941 года назначен командиром 157-й дивизии в Мюнхене, 20 января 1942 года оставил командование и снова переведен в резерв. 30 апреля 1943 года окончательно уволен со службы.